# 危险激情夜
《危险激情夜》（英語：Dangerous Touch）是一部1994年的美國情色驚悚片，由盧·戴蒙德·菲利普斯執導（這是他的導演處女作），庫特·沃斯和菲利普斯編劇，菲利普斯和凱特·沃艾倫主演，於1994年10月12日以录像带形式发行。
這部電影的主題是勒索和業餘色情。一名電台女主持人與一名騙子發生了不明智的性關係。他錄下了他們的性爱场面，並威脅要将其公开。

## 剧情
电台节目主持人阿曼達·格雷絲在與年輕的騙子米克·伯勒斯交往後，生活變得一團糟。阿曼达同时也是一名治疗师，米克引誘她是为了拿到一名罪犯的檔案，而這名罪犯恰好就是她的病人之一。很快，兩人就開始了性接觸，其中包括變態性行為。但她太过沉迷于他们之间的关系，米克暴露自己的真实意图后她大为震惊。阿曼達發現她的整個職業生涯都處於危險之中，因為米克威胁说如果她不按他说的做，就给所有人看他们和另一名妓女一起做爱的录像带。

## 演员
- 凱特·沃艾倫（英语：Kate Vernon） 饰 阿曼達·格雷絲
- 盧·戴蒙德·菲利普斯 饰 米克·伯勒斯
- 安德烈·狄沃夫 饰 约翰尼
- 湯姆·杜根（英语：Tom Dugan (actor, born 1961)） 饰 弗雷迪
- 馬克斯·蓋爾（英语：Max Gail） 饰 贾斯珀·斯通
- 艾拉·海登（英语：Ira Heiden） 饰 本尼
- 卡拉·蒙坦拿 饰 玛丽亚
- 莫妮克·帕倫 饰 妮科尔
- 米徹·佩勒吉 饰 文斯
- 亞當·羅爾克（英语：Adam Roarke） 饰 罗伯特·特纳
- 貝琳達·托爾伯特（英语：Berlinda Tolbert） 饰 萨莎·T

## 制作
凱特·沃艾倫承认她最开始放弃了这个项目，“我第一次看到剧本的时候，因為素材太色情太強烈，讓我害怕。我以前没有拍过任何重要的性爱场面，我直接拒绝了。”但在盧·戴蒙德·菲利普斯保证性内容和裸体将得到艺术性的处理后，她还是答应了。